# 柴庆丰事件
柴庆丰事件又稱北京大學柴庆丰事件，是1988年發生在中華人民共和國北京市的一宗鬥毆事件以及由此引發的学潮。
1988年6月1日晚，北京大学地球物理系87级研究生柴庆丰等7名学生在宿舍聚餐欢送一个同学到外地工作。23点左右，两名学生到校外小吃店买酒，結果与在那里的王建、哈恩明等6名青年发生口角。随后6名青年与闻讯赶来的柴庆丰等人發生肢體衝突，有3名学生被打伤，其中柴庆丰被王建的汽枪擊中，並於6月2日下午4时30分左右死亡。
6月2日晚8时许，北京大學三角地出现了两张大字报，题目是《又一起人命案》和《血》，呼吁为柴庆丰报仇。晚10时左右，北大校内聚集了约3000学生，其中近2000人出了校门，有600人于6月3日凌晨游行至中華人民共和國公安部總部大樓前，提出了8条要求，要求「严惩凶手」、「在北大公审」、「开追悼会」等。与此同时，北京大學校园内贴出《凶狠残忍至极》、《柴庆丰治丧委员会公告》、《万能的政府、无能的政府》、《谈软刀子杀人》等大字报，要求开展第三次严打。
6月5日晚上，北京大學三角地出现了第一次学生自由集会。讲演人提出民主、自由、人权、知识分子待遇和官僚主义等问题。6月6日、7日晚间的集会上，有人提出「反对一党专制」、「把北大党委从校园中赶出去」、「打倒官僚腐败的政府」。6月5日至7日出现的一百余份大字报中，有人提出以邓小平為代表的中共中央对民主、自由和知识分子的政策實際上是「叶公好龙」；柴庆丰被害表面上是一起普通的刑事案件，其实是社会腐败、政府无能和贪官污吏横行的表现；现在是中国历史上最黑暗的时期，政府腐败对改革构成了致命威胁；要借此机会，把社会风气、党风政治体制、贪官污吏等问题一道解決。此時有學生成立了行动委员会。其他一些高等院校也出現了響應北京大學的大字報。
北京大學校方成立了4个临时工作组织，分别负责摘抄分析大字报，並且到北京大學三角地傾聽晚间集会，他們還向北京市委、北京市政府上报了3万字的学生思想和事件动态信息。中共中央和北京市委、北京市政府也因此注意到了柴庆丰事件的事態發展。當局指有人企图利用柴庆丰事件煽动学生對抗中國共產黨以及社会。北京日报、人民日报等报刊相继发表一系列文章和社论，北京市人民政府也發出公告，介绍了柴庆丰死亡的過程，号召学生以改革大局为重。6月7日，中共中央表示，凡是参加游行的中共党員以及中國共產主義青年團团员要追究党籍团籍。
最終有6人被公安人员逮捕。6月11日早晨，北京大學校方清除三角地的大字报。6月29日，王建被北京市中级人民法院判处死刑，哈恩明被判处死缓。7月16日，北京市高级人民法院驳回王建等人的上诉后，王建被处决。